# Памятник Дзержинскому (Санкт-Петербург)
Памятник Феликсу Дзержинскому в Санкт-Петербурге — скульптурный памятник советскому революционеру, государственному деятелю, основателю спецслужб (ВЧК-ГПУ-ОГПУ-НКВД-КГБ-ФСБ), одному из идеологов политических репрессий Феликсу Дзержинскому.

## Строение
Высота бронзовой скульптуры составила четыре метра, а её пьедестала — три, квадратный постамент выполнен из розового гранита, его основание — из серого.
Фигура изображает стоящего Феликса Дзержинского с накинутой на плечи шинелью.

## История
Первый памятник Феликсу Дзержинскому, выполненный из алебастра, был установлен 8 сентября 1930 году в Лопухинском саду у Каменноостровского проспекта. Но в 1992 году он был демонтирован. Второй мемориал был открыт на территории Высшего военно-морского училища имени Дзержинского около здания Главного адмиралтейства. Позднее его также демонтировали.
9 сентября 1977 года на столетний юбилей со дня рождения Феликса Дзержинского на площади перед зданием Управления пограничных войск КГБ (Шпалерная улица, дом 62) в Ленинграде был установлен закладной камень будущего памятника. В 1980-м году скульпторами Владимиром Горевым и Сергеем Кубасовым была завершена модель скульптуры. Она была отлита на заводе «Монументскульптура». Архитектором выступил Вячеслав Бухаев. Гранитные работы над постаментом выполнил Ленинградский комбинат облицовочных и строительных материалов. Сам памятник был торжественно открыт 23 октября 1981 года, накануне октябрьских праздников, в присутствии первого секретаря Ленинградского обкома КПСС Георгия Романова.
По воспоминаниям скульптора Владимира Горева, при создании памятника он воспринимал Дзержинского как «эффективного госслужащего».
Согласно некоторым свидетельствам, после снятия с памятника пелены на церемонии открытия публика увидела на шее Дзержинского петлю, якобы оставшуюся после монтажных работ. Это повлекло уничтожение сотрудниками КГБ первых фотографий данного события.
Советский диссидент и глава общества «Мемориал» в Санкт-Петербурге Вениамин Иофе в 1996 году предложил вместо этого памятника установить мемориал жертвам политических репрессий «Молох тоталитаризма».
В 2016 году Сергей Фатеев (совладелец «Юлмарта») оплатил благоустройство площади с памятником.